# Kornelis Hoekzema (architect)

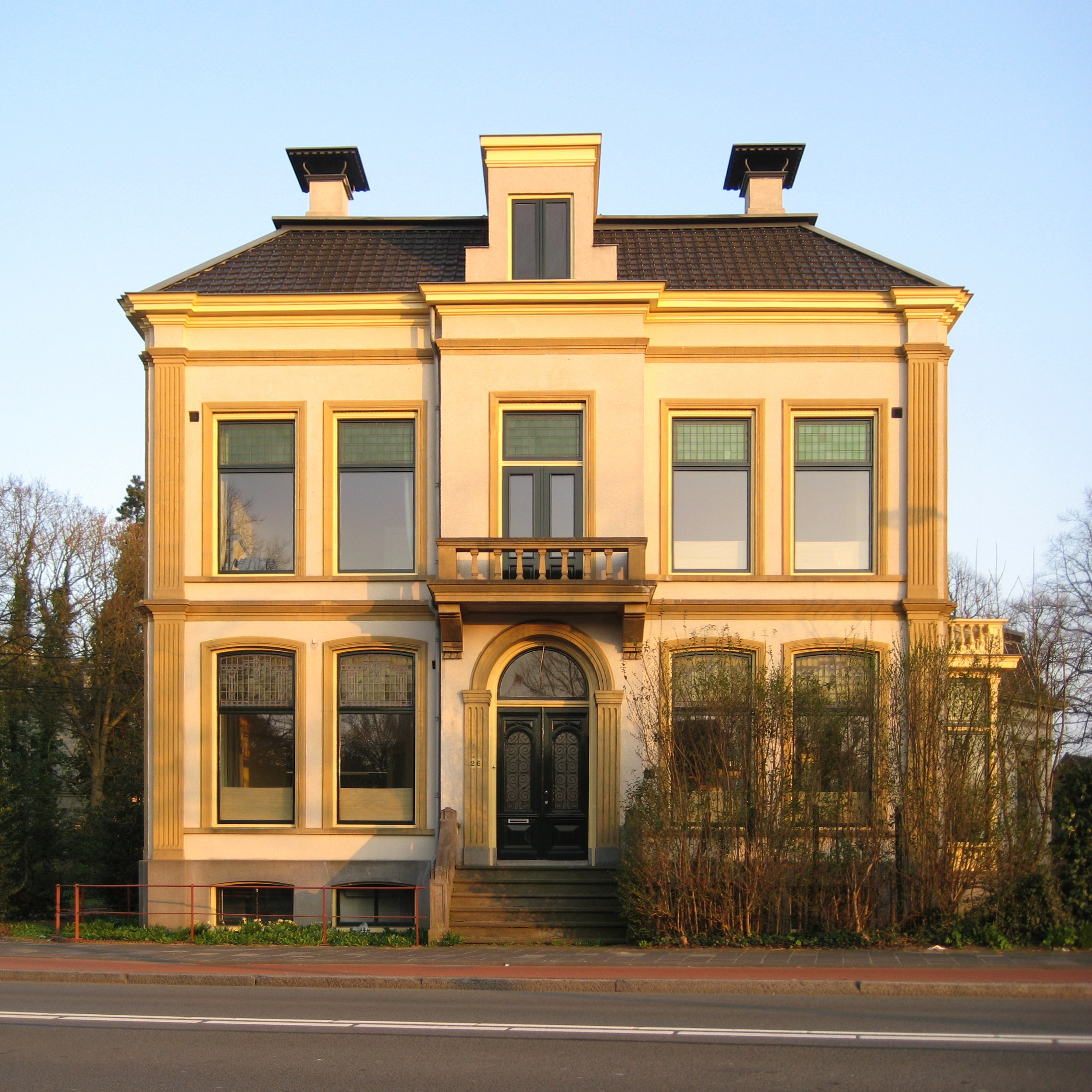
De villa Zuiderpark 26 (1881), door Hoekzema samen met zijn broer H. Hoekzema ontworpen (2010)

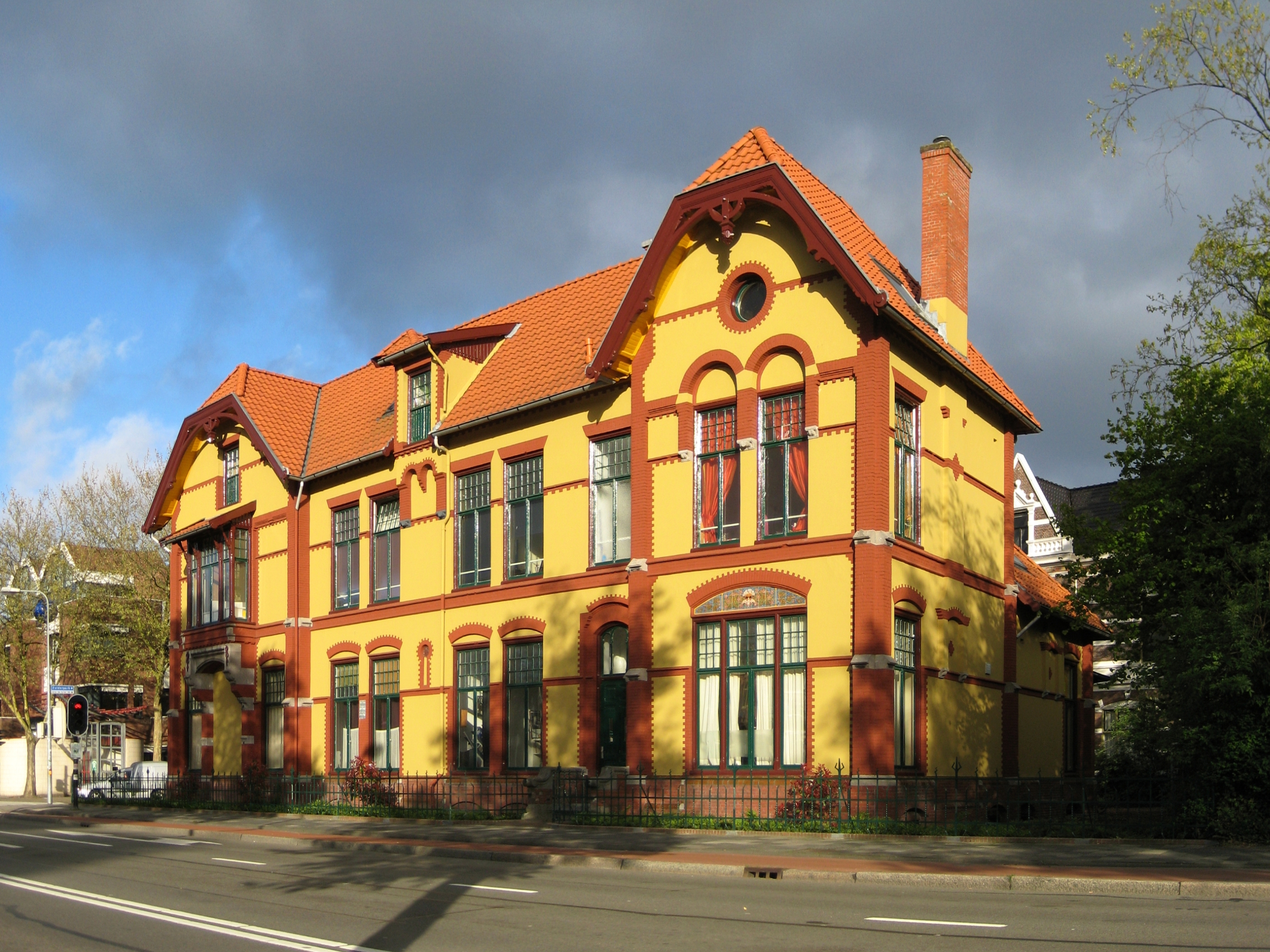
De villa/apotheek Zuiderpark 18 (1896) (2010)

Kornelis (Klaas) Hoekzema (Groningen, 7 september 1844 – aldaar, 17 augustus 1911), vaak ook K. Hoekzema genoemd, was een Nederlandse architect en aannemer, die vooral in het noorden van het land actief was.
Hij was zoon van Antje Kornelis Brands en timmerman Johannes Hoekzema. Broer Hindrik Hoekzema (H. Koekzema) was eveneens architect. Hijzelf trouwde in 1868 als architect met Trijntje (Wérumeus) Buning; zoon Gerhardus Hoekzema werd eveneens architect.
In Groningen ontwierp Hoekzema onder meer Het Tehuis (1891) in de Lutkenieuwstraat en een villa/apotheek (1896) in het Zuiderpark. Ook enkele gebouwen van het psychiatrische ziekenhuis Dennenoord in het Drentse Zuidlaren zijn van Hoekzema's hand. Hij werkte vaak samen met zijn jongere broer Hindrik Hoekzema   en later met zijn zoon Gerhardus Hoekzema. Verschillende door hem (mede) ontworpen gebouwen zijn aangewezen als rijksmonument.
Hij was niet alleen als architect werkzaam. Hij was enige jaren gemeenteraadslid (1897-1901)    en rentmeester/voogd van het Groene Weeshuis (hij ontwierp er ook voor). Hij was kerkvoogd binnen de Hervormde Gemeente Groningen.
Kornelis Hoekzema overleed op 67-jarige leeftijd
Zijn kleinzoon Kornelis Hoekzema (1911–1992) was burgemeester van Oostburg.

## Werken (selectie)
- 1881: Villa aan het Zuiderpark, Groningen (samen met H. Hoekzema)[5]
- 1881: Villa aan het Zuiderpark, Groningen (Huize Mussengang) (samen met H. Hoekzema)[1]
- 1880-1882: Villa aan het Zuiderpark, Groningen (samen met H. Hoekzema)[6]
- 1891: Het Tehuis, Groningen
- 1896: Villa/apotheek in het Zuiderpark, Groningen[2]
- 1900: Villa aan de Noorderstationstraat, Groningen (toegeschreven)[7]
- 1900: Gereformeerde kerk aan de Stationsweg in Zuidlaren (samen met G. Hoekzema) (in 1939 afgebroken)[8]
- 1902: Herenhuis aan de Ubbo Emmiussingel, Groningen (samen met G. Hoekzema)[9]
- 1906: Art Nouveau-pui van een winkel aan de Oude Kijk in 't Jatstraat, Groningen (samen met G. Hoekzema)[10]
- 1910: Rentenierswoning aan de Valge, Leens (samen met G. Hoekzema)[11]